# توقيت ترينيداد وتوباغو
تقع ترينيداد وتوباغو في المنطقة الزمنية الأطلسية (ت ع م-04:00). الدولة الجزر التوأم لا تراعي التوقيت الصيفي.